# Misje dyplomatyczne Dżibuti

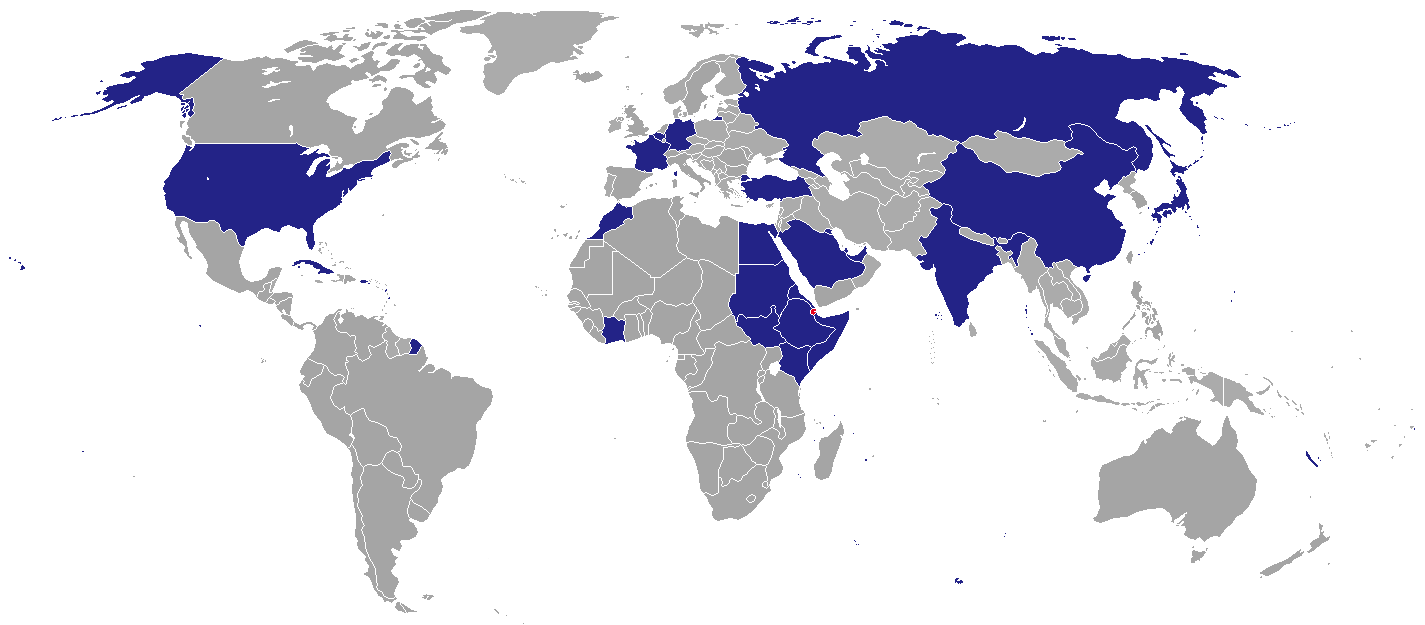
Kraje, w których Republiki Dżibuti ma swoje przedstawicielstwa dyplomatyczne

Misje dyplomatyczne Dżibuti – przedstawicielstwa dyplomatyczne Republiki Dżibuti przy innych państwach i organizacjach międzynarodowych. Poniższa lista zawiera wykaz obecnych ambasad i konsulatów zawodowych. Nie uwzględniono konsulatów honorowych.

## Europa

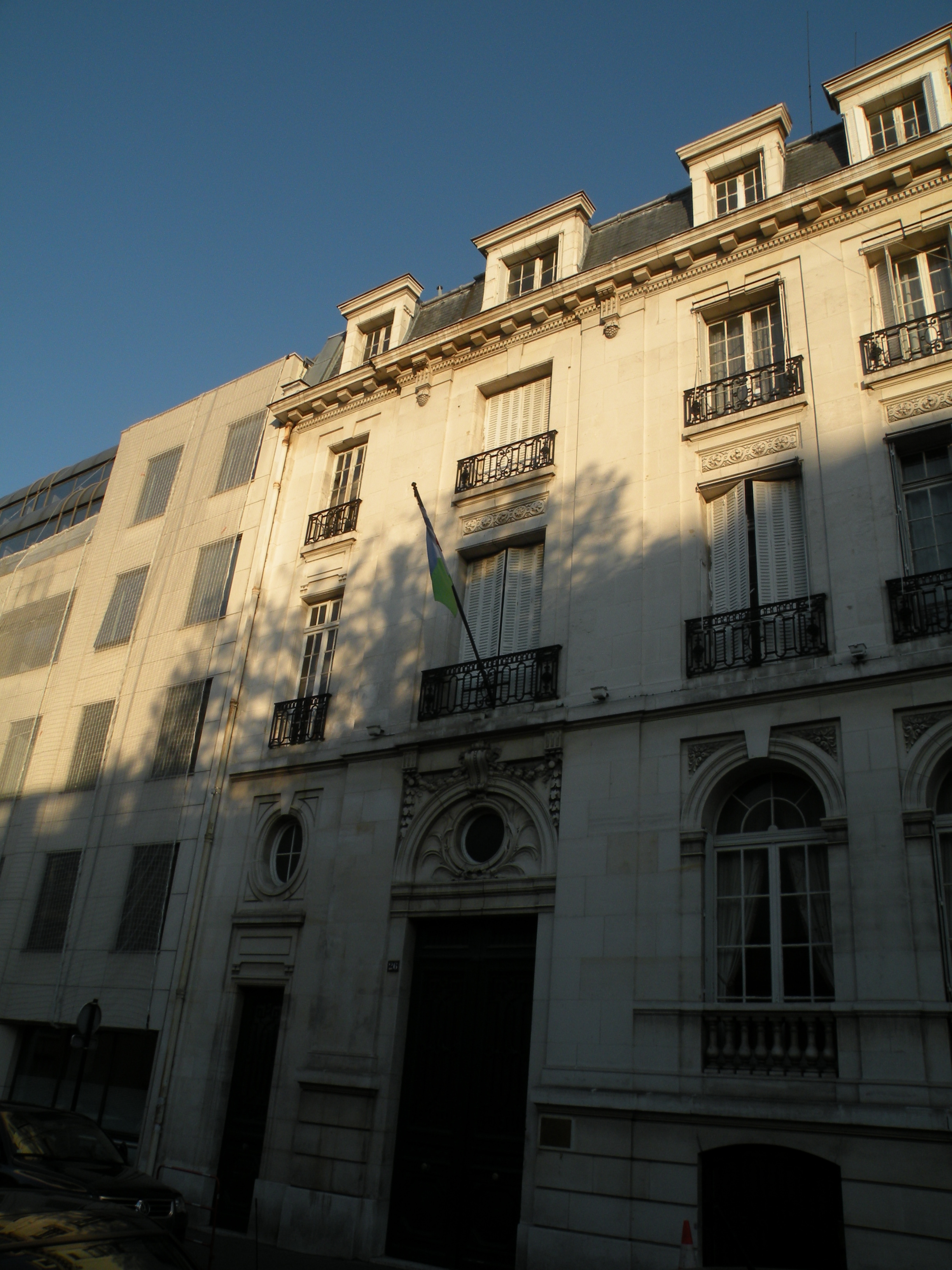
Ambasada Dżibuti w Paryżu

- Belgia
  - Bruksela (Ambasada)
- Francja
  - Paryż (Ambasada)
- Niemcy
  - Berlin (Ambasada)
- Rosja
  - Moskwa (Ambasada)
- Szwajcaria
  - Berno (Ambasada)
- Turcja
  - Ankara (Ambasada)

## Ameryka Północna, Środkowa i Karaiby
- Kuba
  - Hawana (Ambasada)
- Stany Zjednoczone
  - Waszyngton (Ambasada)

## Afryka
- Egipt
  - Kair (Ambasada)
- Etiopia
  - Addis Abeba (Ambasada)
  - Dire Daua (Konsulat generalny)
- Erytrea
  - Asmara (Ambasada)
- Kenia
  - Nairobi (Ambasada)
- Maroko
  - Rabat (Ambasada)
- Somalia
  - Mogadiszu (Ambasada)
- Sudan
  - Chartum (Ambasada)

## Azja

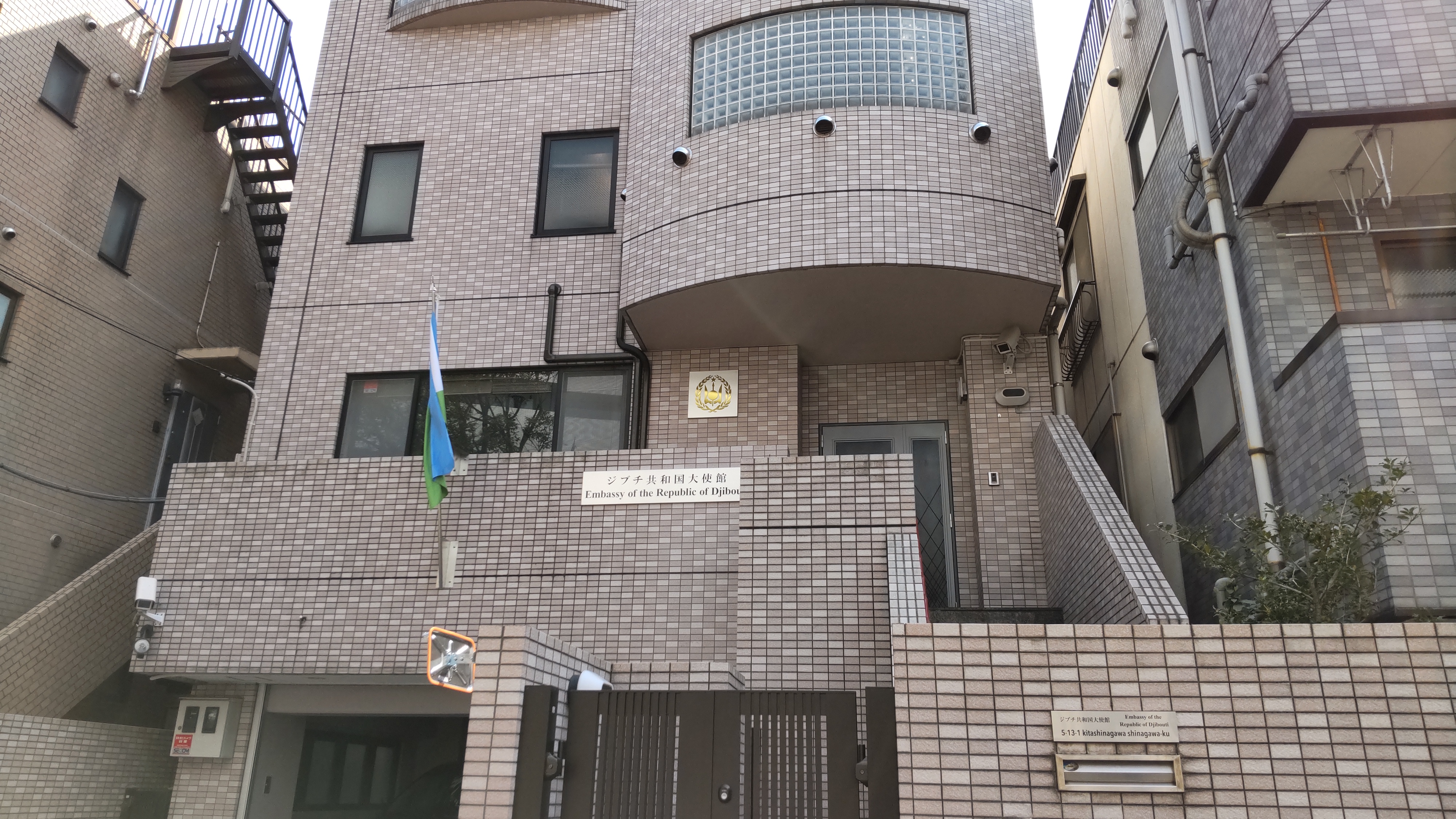
Ambasada Dżibuti w Tokio

- Chiny
  - Pekin (Ambasada)
- Indie
  - Nowe Delhi (Ambasada)
- Japonia
  - Tokio (Ambasada)
- Jemen
  - Sana (Ambasada)
- Katar
  - Doha (Ambasada)
- Kuwejt
  - Kuwejt (Ambasada)
- Zjednoczone Emiraty Arabskie
  - Abu Zabi (Ambasada)

## Organizacje międzynarodowe
- Nowy Jork - Stałe Przedstawicielstwo przy Organizacji Narodów Zjednoczonych
- Genewa - Stałe Przedstawicielstwo przy Biurze Narodów Zjednoczonych i innych organizacjach
- Kair - Stałe Przedstawicielstwo przy Lidzie Państw Arabskich
- Rzym - Stałe Przedstawicielstwo przy Organizacji Narodów Zjednoczonych do spraw Wyżywienia i Rolnictwa